# املاک گالیکش
املاک گالیکش، روستایی از توابع بخش گالیکش شهرستان مینودشت در استان گلستان ایران است.

## جمعیت
این روستا در دهستان ینقاق قرار دارد و براساس سرشماری مرکز آمار ایران در سال ۱۳۸۵، جمعیت آن ۴۸۰ نفر (۱۰۴خانوار) بوده‌است.